# Leptynia acuta
Leptynia acuta är en insektsart som först beskrevs av Karsch 1898.  Leptynia acuta ingår i släktet Leptynia och familjen Diapheromeridae. Inga underarter finns listade i Catalogue of Life.